# Вилнев ла Гаран
Вилнев ла Гаран (фр. Villeneuve-la-Garenne) град је у Француској, у департману Горња Сена.
По подацима из 1999. године број становника у месту је био 22.349.

## Демографија
| 1962.  | 1968.  | 1975.  | 1982.  | 1990.  | 1999.  | 2011.  |
| ------ | ------ | ------ | ------ | ------ | ------ | ------ |
| 13.780 | 22.715 | 23.691 | 23.906 | 23.824 | 22.349 | 25.644 |

## Партнерски градови
- Хоф